# (78392) Dellinger
(78392) Dellinger est un astéroïde de la ceinture principale.

## Description
(78392) Dellinger est un astéroïde de la ceinture principale. Il fut découvert le 9 août 2002 à Haleakala par Andrew Lowe. Il présente une orbite caractérisée par un demi-grand axe de 2,69 UA, une excentricité de 0,04 et une inclinaison de 2,3° par rapport à l'écliptique.

## Compléments